# Giovanni Franceschi
Giovanni Franceschi, (n. 25 aprilie 1963, Milano, Italia), supranumit Long John, a fost un înotător italian de succes în anii 1980. A concurat pentru Italia la două Jocuri Olimpice de vară.

## Carieră
Cea mai mare performanță a atins-o la  Campionatul European de Înot 1983 în Roma, cu două medalii de aur peste 200 și 400 m liber, reușind noi recorduri europene la înot. La Campionatul Mondial de înot din 1982 de la Guayaquil, el a câștigat medalia de bronz la 200 de metri și s-a clasat pe locul patru la 400 de metri mixt individual. Are 22 de recorduri naționale, a câștigat 41 titluri de campion național la 50, 100, 200 și 400 m liber, 100 și 200 m spate, 100 m fluture, 200 și 400 m liber.

## Palmares
Notă : ER = Record European
| Jocurile Olimpice de vară           | 200m Medley      | 400m Medley      | 4 x 200m Fristil           | 4 x 100m Medley |
| 1980 Moskva                         | ---              | 4° 4'33"66       | ---                        | ---             |
| 1984 Los Angeles                    | 3° B 2'06"10     | 8° 4'26"05       | ---                        | ---             |
| Campionatul Mondial de la înot      | 200m Medley      | 400m Medley      | 4 x 200m Fristil           | 4 x 100m Medley |
| 1982 Guayaquil                      | Bronz 2'04"65    | 4° 4'24"89       | ---                        | ---             |
| 1986 Madrid                         | ---              | ---              | 8° - 7'33"44 Dorf: 1'52"75 | ---             |
| Campionatul European de la înot     | 200m Medley      | 400m Medley      | 4 x 200m Fristil           | 4 x 100m Medley |
| 1981 Split                          | Argint 2'04"97   | Bronz 4'24"82    | ---                        | ---             |
| 1983 Roma                           | Aur 2'02"48 - ER | Aur 4'20"41 - ER | Bronz: 7'26"01 :           | 7° - 3'50"20 :  |
| 1985 Sofia                          | 4° 2'04"55       | 7° 4'30"17       | ---                        | ---             |
| 1987 Straßburg                      | ---              | ---              | ---                        | 4° - 3'46"63 :  |
| Mittelmeer-Spiele                   | 200m Medley      | 400m Medley      | 4 x 200m Fristil           | 4 x 100m Medley |
| 1979 Split Iugoslavia               | ---              | Argint 4'40"98   | ---                        | ---             |
| 1983 Casablanca Maroc               | ---              | Aur 4'27"30      | Aur: 7'34"48 :             | ---             |
| Campionatul European pentru tineret | 200m Medley      | ---              | 100m Butterfly             | ---             |
| 1978 Firenze Italia                 | Aur 2'12"56      | ---              | Bronz 59"55                | ---             |

## Campionate Naționale
39 și 17 titluri individuale, în sezonul de înot, după cum urmează:
- 6 i 50m Freestyle
- 1 i 100m Freestyle
- 1 i 200m Freestyle
- 1 i 400m Freestyle
- 4 i 100m înapoi
- 1 i 200m înapoi
- 1 i 100m Fluture
- 12 i 200m potpuriu
- 12 i 400m potpuriu
- 4 i 4 x 100m Freestyle
- 5 i 4 x 200m Freestyle
- 8 i 4 x 100m potpuriu

| An   | Ediție    | 50m st. Freestyle | 100m st. Freestyle | 200m st. Freestyle | 400m st. Freestyle | 4X100m st. Freestyle | 4X200m st. Freestyle | 100m înapoi | 200m înapoi | 100m Fluture | 200m potpuriu | 400m potpuriu | 4X100m potpuriu |
| ---- | --------- | ----------------- | ------------------ | ------------------ | ------------------ | -------------------- | -------------------- | ----------- | ----------- | ------------ | ------------- | ------------- | --------------- |
| 1978 | de vară   | -                 | -                  | -                  | -                  | -                    | -                    | -           | -           | -            | -             | 1             | -               |
| 1979 | de vară   | -                 | -                  | -                  | -                  | -                    | -                    | -           | -           | -            | -             | 1             | -               |
| 1980 | primăvară | -                 | -                  | -                  | -                  | -                    | -                    | -           | -           | -            | 1             | 1             | -               |
| 1981 | primăvară | -                 | -                  | -                  | -                  | -                    | -                    | 1           | -           | -            | 1             | 1             | -               |
| 1981 | de vară   | -                 | -                  | -                  | -                  | -                    | 1                    | 1           | 1           | -            | 1             | 1             | -               |
| 1982 | primăvară | -                 | -                  | -                  | -                  | -                    | -                    | 1           | -           | -            | 1             | 1             | 1               |
| 1982 | de vară   | -                 | -                  | -                  | -                  | -                    | -                    | -           | -           | -            | 1             | 1             | -               |
| 1983 | primăvară | -                 | -                  | -                  | -                  | 1                    | 1                    | -           | -           | -            | 1             | 1             | 1               |
| 1983 | de vară   | -                 | -                  | -                  | 1                  | 1                    | 1                    | 1           | -           | -            | 1             | 1             | -               |
| 1984 | primăvară | -                 | -                  | -                  | -                  | 1                    | 1                    | -           | -           | -            | 1             | 1             | 1               |
| 1984 | de vară   | -                 | -                  | -                  | -                  | 1                    | 1                    | -           | -           | -            | -             | 1             | -               |
| 1985 | primăvară | -                 | -                  | -                  | -                  | -                    | -                    | -           | -           | -            | 1             | 1             | 1               |
| 1985 | de vară   | -                 | -                  | -                  | -                  | -                    | -                    | -           | -           | -            | 1             | -             | 1               |
| 1986 | primăvară | 1                 | 1                  | 1                  | -                  | -                    | -                    | -           | -           | -            | -             | -             | 1               |
| 1986 | de vară   | 1                 | -                  | -                  | -                  | -                    | -                    | -           | -           | -            | 1             | -             | 1               |
| 1987 | primăvară | 1                 | -                  | -                  | -                  | -                    | -                    | -           | -           | 1            | 1             | -             | -               |
| 1987 | de vară   | 1                 | -                  | -                  | -                  | -                    | -                    | -           | -           | -            | -             | -             | 1               |
| 1988 | primăvară | 1                 | -                  | -                  | -                  | -                    | -                    | -           | -           | -            | -             | -             | -               |
| 1988 | de vară   | 1                 | -                  | -                  | -                  | -                    | -                    | -           | -           | -            | -             | -             | -               |